# Лестница послов
Лестница послов (фр. L'Escalier des Ambassadeurs) — один из знаменитых исчезнувших интерьеров Большого Версальского дворца. Вместе с Зеркальной галереей и Королевской капеллой Лестница послов была одним из трёх самых масштабных интерьеров любимого дворца короля Людовика XIV.
Как следует из названия, по этой лестнице поднимались послы на аудиенцию к французскому монарху, совершая символическое (отражённое в аллегорических росписях) восхождение «семи планет» на поклон к «Королю-Солнцу». По определению А. Фелибьена (1674): «Подобно тому, как эмблемой короля выбрали Солнце, семь планет составили сюжеты картин, украшающих комнаты королевских покоев». По этой лестнице ежегодно проходила процессия кавалеров ордена Святого Духа.

## История
Проект лестницы создал архитектор Луи Лево, а воплощал в жизнь с 1674 года Франсуа д’Орбэ. В 1676 году приступили к декоративным работам под руководством Первого живописца короля (фр. Premier peintre du Roi) Шарля Лебрена и завершили в 1678 году.
Редкий во французской архитектуре тех времён пример лестницы с расходящимися двойными маршами был, видимо, основан на генуэзских образцах. Ближайший пример — ансамбль одноимённых помещений в Палаццо Питти во Флоренции. Новаторство архитектуры заключалось и в огромном световом фонаре перекрывающего зал свода. Подобный приём использовался во французских замках, например, в лестнице замка Шамбор, которая частично освещена зенитным «фонарём», но в Версале такой фонарь был остеклён.
По традиции XVII века арки вестибюля Лестницы послов, ведущие от Королевского двора, закрывали только решётки, выполненные Николя Делобелем (недавно обнаруженные, они вновь установлены на своё историческое место). Первый ярус лестницы был украшен фигурными полихромными филёнками, отделанными мрамором, и он воспринимался в качестве основания для ряда пилястр и полуколонн ионического ордера второго яруса, в простенках между которыми находились фрески, имитирующие шпалеры с изображениями сцен военных побед короля. Взятие Валансьена (17 марта 1677 года) и Сент-Омера (22 апреля 1677 года), сражение при Касселе (11 апреля 1677), дислокация в Камбре (19 апреля 1677 года) чередовались с иллюзорной живописью, изображавшей обитателей всех континентов, как бы взирающих из богато убранных лоджий на поднимающихся по ступеням посетителей дворца. Росписи выполнил Адам Франсуа ван дер Мейлен.
На промежуточной площадке лестницы устроили фонтан, декорированный античной скульптурной группой, адаптированной к новому использованию, в нише над которой в 1679 году разместили бюст короля работы Жана Варена (выполненный ещё в 1665 году как результат соперничества французской и итальянской школ в противовес знаменитой работе Джан Лоренцо), однако в 1681 году его заменили бюстом работы Антуана Куазево. Двери работы Филиппа Каффиери с верхних площадок лестницы вели в салоны Дианы и Венеры.
При Людовике XV мадам Помпадур устроила на Лестнице послов временный театр. 29 июля 1749 года здесь исполняли оперу композитора Жана-Батиста Люлли.

## Утрата лестницы
В 1752 году король решил разобрать Лестницу послов ради устройства комнат для своей дочери Аделаиды, которые в 1769 году он заберёт себе, присоединив к Внутренним апартаментам. Теперь об утраченном интерьере можно составить представление лишь по старинным гравюрам, сохранившейся Лестнице королевы, которая представляет собой как бы половину объёма Лестницы послов, и условному макету, который экспонируется в Версале.

## Реплики и подражания
При строительстве замка Херренкимзее в подражание Версалю баварский король Людвиг II пожелал дважды воспроизвести утраченный версальский интерьер, однако до смерти короля успели оформить только Южную лестницу: объём Северной так и остался в кирпиче, составляя ныне разительный контраст пышно убранным залам бельэтажа.
В Бельгии в 1892 году герцог Энгельберт Мария д’Аренберг заказал копию Посольской лестницы, построенную во дворце Эгмонт в Брюсселе, которая существует до сих пор и используется министерством иностранных дел Бельгии для приёма государственных дипломатов.
Повторение Лестницы послов в конце XIX века осуществлено во дворце Талейран в Париже; а Лестницы королевы — в поместье Айседоры Дункан Пейнтон (Девон).
В 1895 году во Дворце Роз на авеню Фош в Париже для знаменитого щёголя и политика Бонифация де Кастелана была создана ещё одна копия Лестницы послов, которая была снесена в 1969 году, несмотря на протесты эстетов, историков и художников того времени.
Живописец Жан-Леон Жером в 1878 году написал картину, посвященную эпизоду из жизни принца Конде, когда полководец прибыл в Версаль после победы над Вильгельмом Оранским в сражении в Нидерландах. Этот случай положил конец почти пятнадцатилетней опале военачальника за участие во Фронде. Для достоверного изображения живописец использовал гравюры и описания Лестницы послов в Версале. Однако вряд ли событие происходило в данном интерьере, так как аудиенция имела место в 1674 году, а сооружение лестницы в то время только начиналось. Да и цветовую гамму художник «облагородил»: по документам стены были облицованы не только серым и белым мрамором, но и красным и зелёным, палитра была значительно более пёстрой, о чём свидетельствуют и другие сохранившиеся с той эпохи залы дворца.

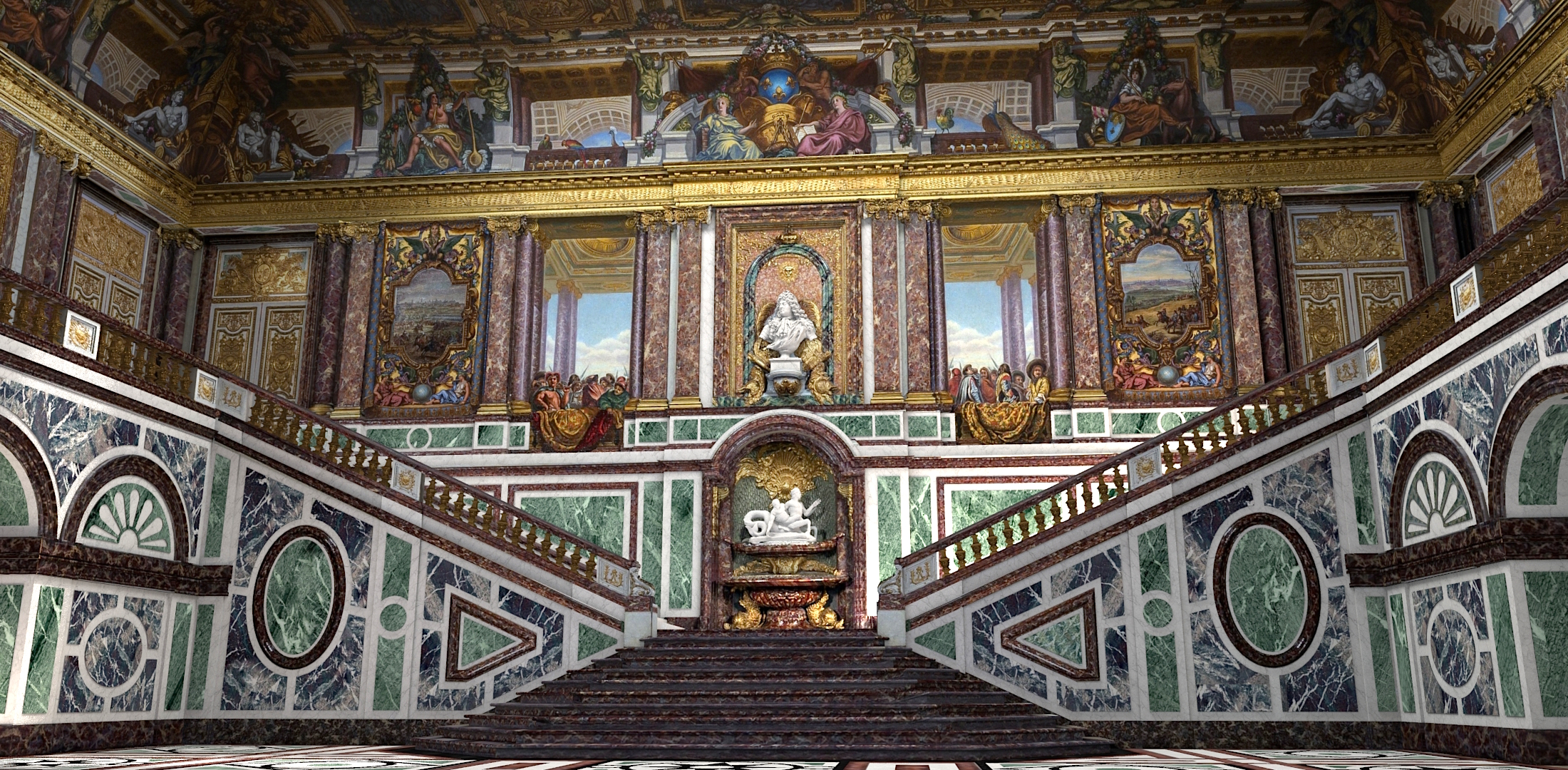
Научная реконструкция Лестницы послов. Макет. Версаль
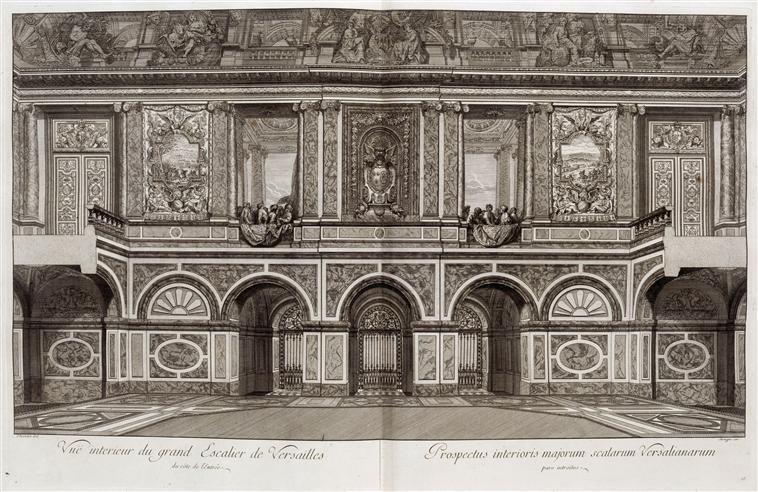
Гравюра XVIII века
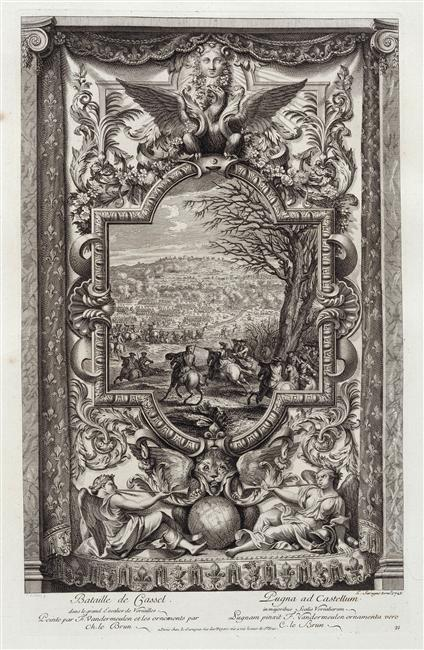
Сражение при Касселе. Гравюра по фреске Посольской лестницы. 1720
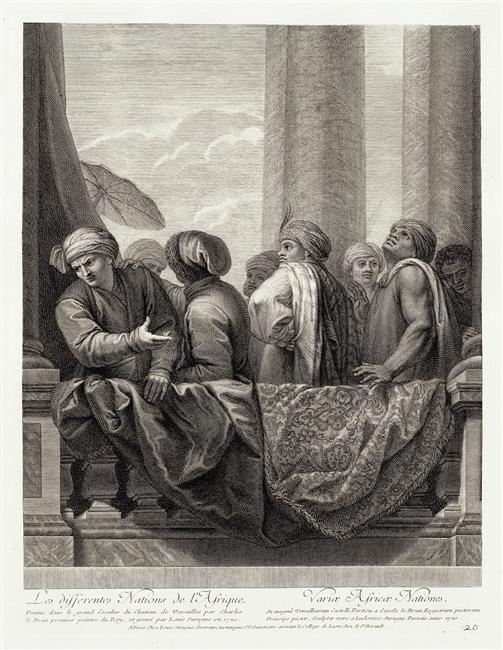
Различные нации: Африка. Деталь панно. Гравюра 1720 г.
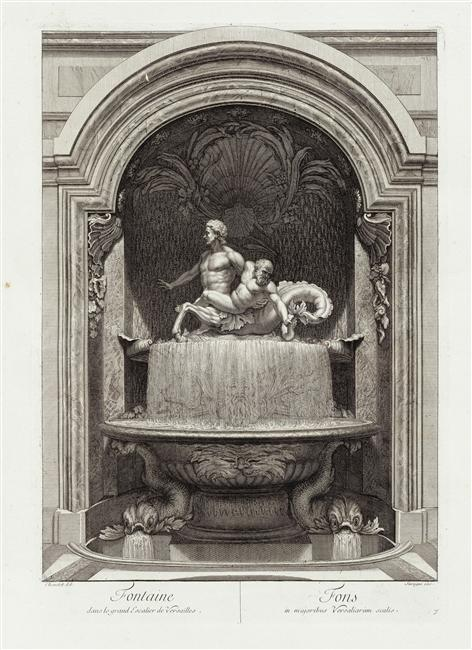
Фонтан посольской лестницы. Гравюра 1720 г.
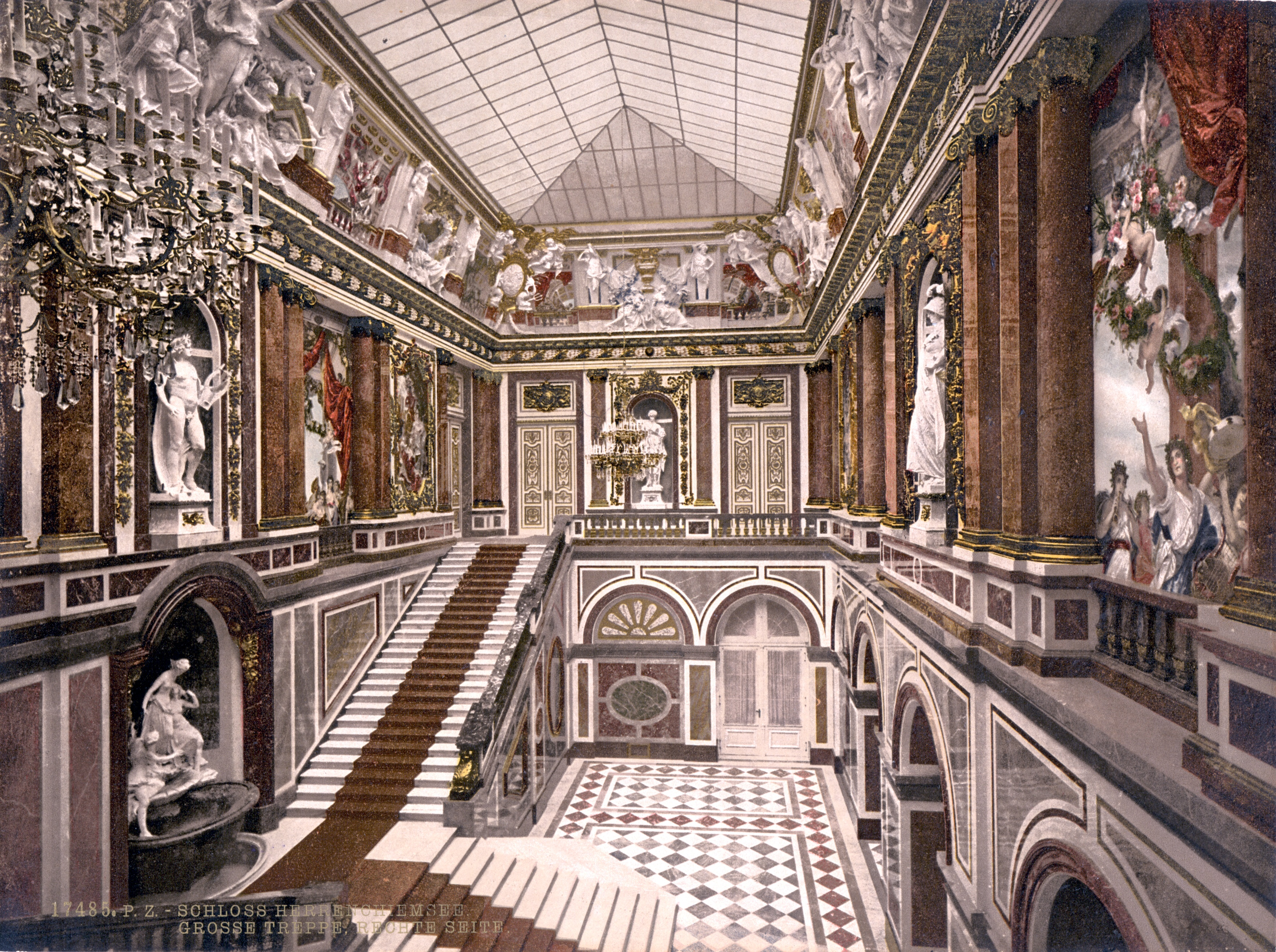
Южная лестница в Херренкимзее, Бавария. Ок. 1878
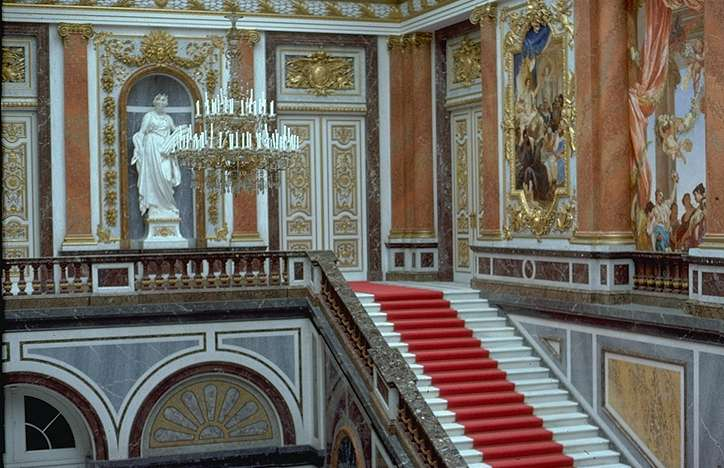
Лестница в Херренкимзее. Деталь
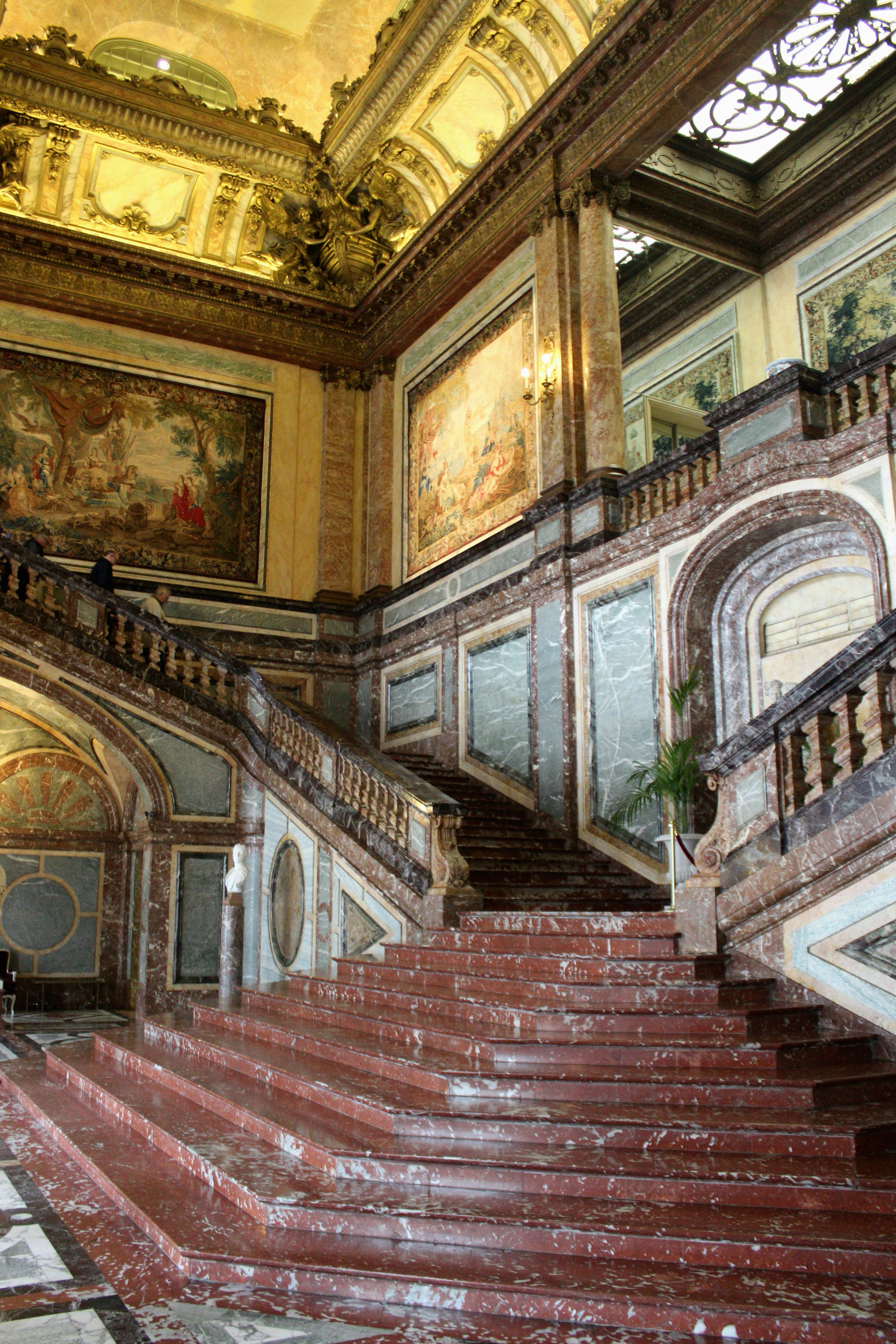
Лесница дворца Эгмонт. 1892. Брюссель
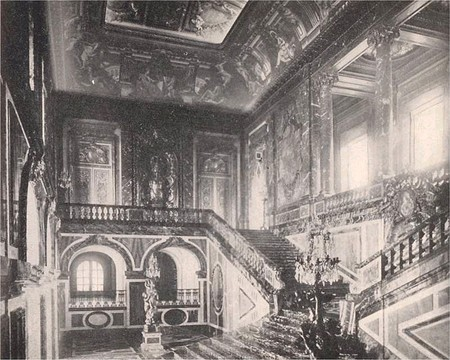
Большая Лестница во Дворце Роз. Париж